# Щепетильников, Николай Михайлович
Николай Михайлович Щепетильников (1914—1994) — советский и российский архитектор, инженер-строитель и живописец. Заслуженный архитектор РСФСР (1970).

## Биография

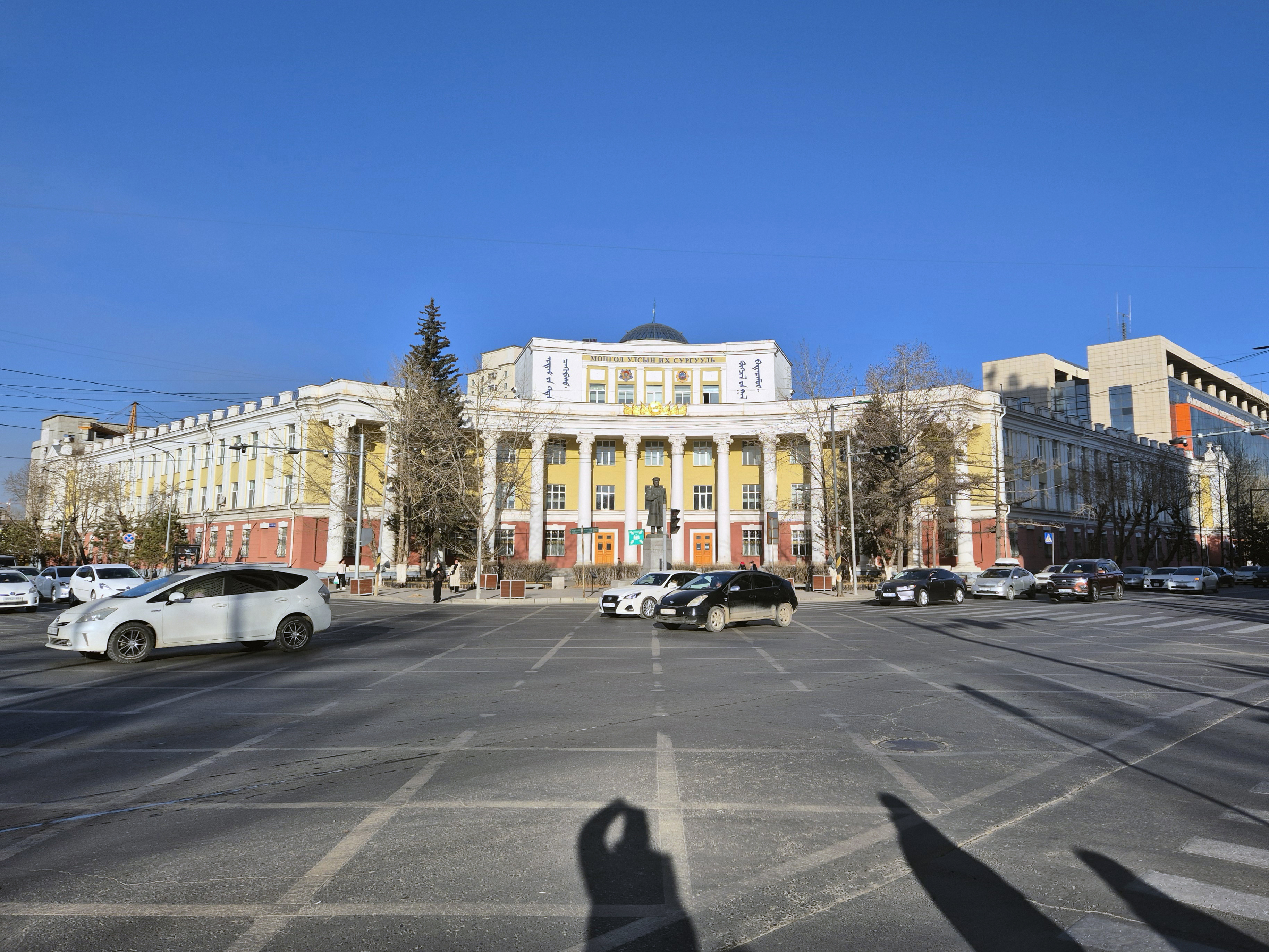
Здание университета в Улан-Баторе

Николай Щепетильников родился 2 сентября 1914 года в Моршанске (ныне Тамбовская область). Начал трудовую деятельность техник-архитектором в 1935 году в мастерской № 10 Моссовета (руководитель В. Д. Кокорин). С 1935 по 1941 год учился на вечернем отделении Строительного института Моссовета.
В феврале 1941 года, после окончания института, был командирован в Монгольскую Народную Республику, где проработал до апреля 1947 года. Спроектировал и построил множество зданий в Улан-Баторе, среди которых здание Государственного университета МНР (1943—1946), Публичная библиотека, Государственный цирк, музей Сухэ-Батора и Чойбалсана, особняк советской миссии в МНР, здание министерства промышленности и строительства, а также промышленные объекты. Среди них построенная в 1941 году в соавторстве с Д. Н. Николаевым шерстомойная фабрика, на которой изготавливалось военное обмундирование Красной армии. Совместно с архитектором В. Н. Павловым спроектировал здание Правительства Монгольской Народной Республики на площади Сухэ-Батора. Всего в МНР по проектам Н. М. Щепетильникова было построено 34 здания и сооружено два памятника — Сухэ-Батору у здания Партшколы и торгпреду СССР в Монголии М. А. Аланову.
Во время работы в Монголии в свободное время занимался изучением памятников национальной архитектуры, выполнял зарисовки и замеры. Итогом этих исследований стала написанная Щепетильниковым книга «Архитектура Монголии», вышедшая в 1960 году.
В 1947 году Щепетильников вернулся в Москву и в том же году вступил в Союз архитекторов СССР. Он начал работать в мастерской № 9 треста «Мосгорпроект» — «Моспроект» (руководитель А. Н. Земский), затем — в мастерской по проектированию Кремлёвского дворца съездов (в составе авторского коллектива под руководством М. В. Посохина). Принимал участие в проектировании высотного здания на площади Восстания (архитекторы М. В. Посохин и А. А. Мндоянц).
По проектам Николая Щепетильникова построено множество зданий в Москве и других городах СССР: застройка Грузинских улиц (1954, совместно с М. В. Посохиным), десятиэтажный жилой дом завода им. Владимира Ильича на Варшавском шоссе (1950-е, совместно с Ю. В. Поповым и В. Г. Шульгиным), санатории в Пицунде (1950-е), общежития для строителей и другие. В 1948 году разработал типовой проект двухэтажной школы, по которому было построено несколько зданий на окраинах Москвы.
В 1961—1981 годах возглавлял Управление внешнего благоустройства Главного архитектурно-планировочного управления (ГАПУ) города Москвы. Принимал участие в оформлении города к Олимпиаде-80. В 1980-х годах он был сотрудником градостроительной выставки Москвы, постоянным членом Градостроительного совета, членом правления Союза архитекторов СССР и президиума МОСА.
Являлся членом райкомов Свердловского и Фрунзенского районов Москвы. Был членом правления Московской организации Союза архитекторов и Союза архитекторов СССР, членом парткома ГАПУ.
Во время работы в Монголии серьёзно увлёкся живописью. Выполнил множество акварельных пейзажей этой страны. Вернувшись в Москву, стал участвовать в художественных выставках. В более позднем периоде творчества Щеметильников стал отходить от пейзажей, он писал натюрморты, портреты, живописные фантазии. От водянистой акварели он переходит на технику плотной акварели.
Николай Щепетильников опубликовал свыше 30 работ по искусству и архитектуре, в том числе четыре — в зарубежных издательствах.
Жил в Москве в жилом доме на Кудринской площади, в строительстве которого принимал участие. Умер в 1994 году.

## Награды и звания
- Заслуженный архитектор РСФСР (02.11.1970)[2]
- Орден «Знак Почёта»[5]
- Орден Полярной звезды (Монголия)[5]
- Медаль «За победу над Японией»[9]
- Медаль «За доблестный труд в Великой Отечественной войне 1941—1945 гг.»[9]